# BMW R 1200 ST
La R 1200 ST est un modèle de motocyclette du constructeur bavarois BMW.
La R 1200 ST est présentée en même temps que la RT. Elle se situe dans la catégorie routière sportive.
Elle bénéficie d'une esthétique particulière, avec un phare en losange.
Elle est vendue 13 300 €, puis retirée du catalogue fin 2007.